# Prepulsinhibitie
Prepulsinhibitie (afgekort: PPI) is een verzwakking van de schrikreactie (of startle) door een zwakke prikkel (prepuls) die voorafgaat aan een sterk geluid (puls) dat een schrikreactie oproept. Het verschijnsel berust op een automatische activatie van remmende circuits in de hersenen door de prepuls. PPI wordt gezien als een vorm van sensorimotor gating. Dit wil zeggen de regulatie c.q. afremming van zintuigelijke prikkels in het traject naar motorische gebieden in de hersenen. 

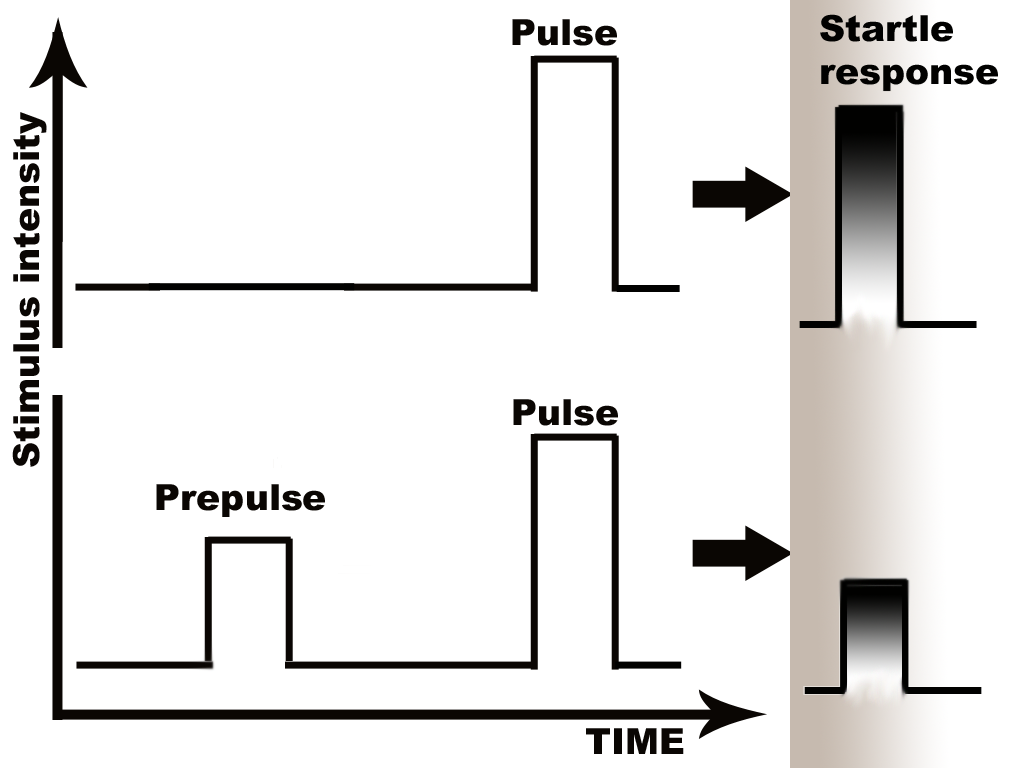
Schematische afbeelding van PPI

Het is gebleken dat bij schizofrenie de PPI-reactie is verzwakt. Daarom wordt PPI ook wel als trait marker bij de diagnose van schizofrenie gebruikt. Men vermoedt dat PPI berust op de werking van dopaminerge circuits in de hersenen, die bij schizofrenen niet goed functioneren.

## Procedure
De procedure voor het bepalen van PPI bestaat uit aanbieding van een prepuls, een puls en de schrikreactie. De puls is meestal akoestisch, maar kan ook visueel of tactiel zijn, of bestaan uit een luchtstootje tegen het oog. Bij een akoestische puls wordt vaak gebruikgemaakt van witte ruis. Er worden verschillende prepuls-tot-pulsintervallen gebruikt, ook wel lead intervals genoemd, zoals 30, 60, 120 en 480 msec (vanaf begin van de prepuls tot begin van de puls, en in willekeurige volgorde aangeboden). Bij lange intervallen, ( > 500 ms) treedt soms geen afname, maar toename van de schrikreactie op, die prepulsfacilitatie wordt genoemd. De duur van de prikkels is meestal 20 ms voor de prepuls en 40 ms voor de puls. Vaak wordt ook een achtergrondruis van 60-70 dB gebruikt (bij ratten 30-40 dB) waarbij de prepuls iets harder klinkt (3-12 dB boven achtergrondniveau). 

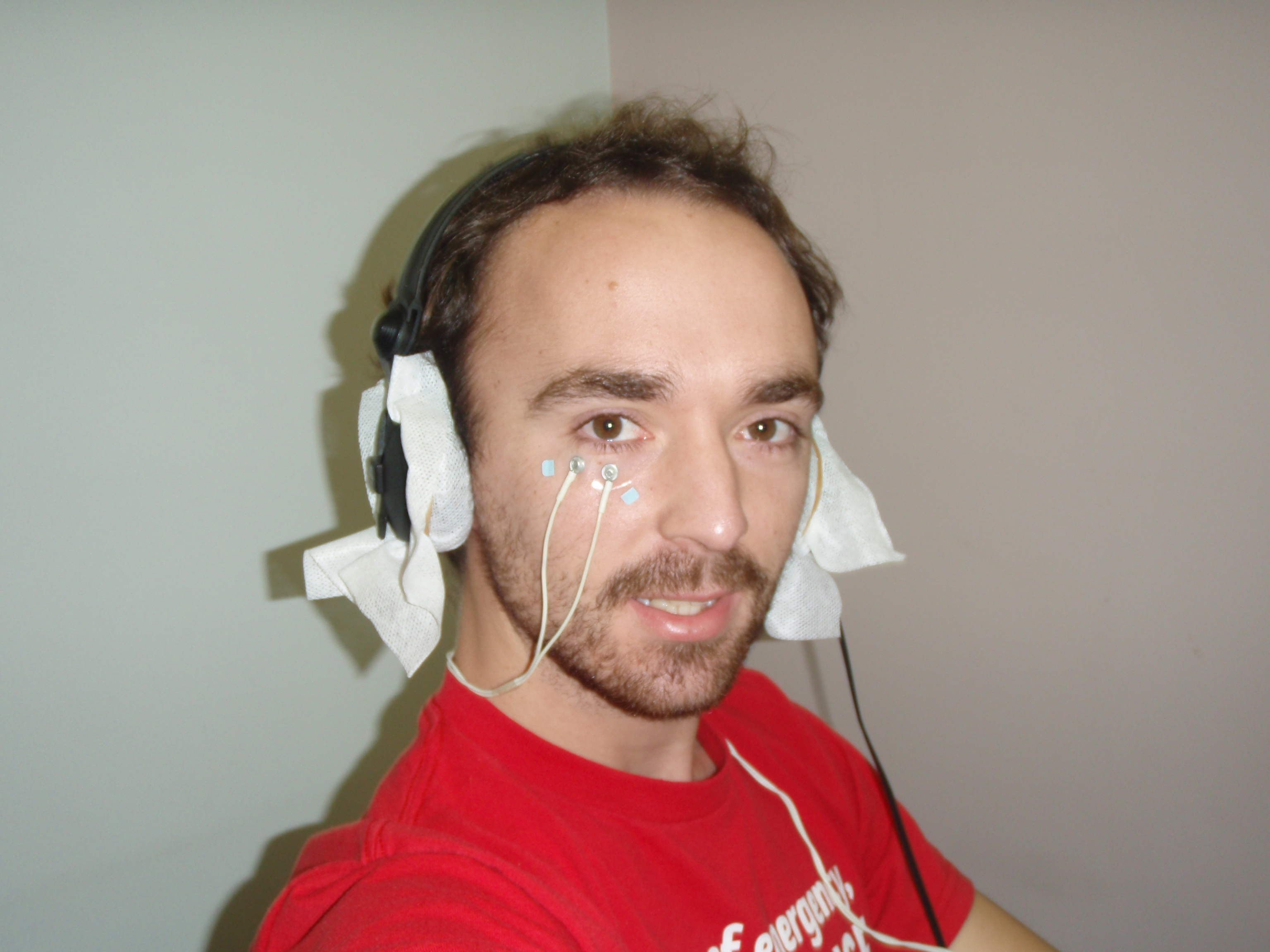

De schrikreactie op de puls komt het duidelijkst tot uiting in een spierreactie, zoals een knippering van het oog  op het luchtstootje, of ‘opspringen’ bij een hard geluid. De sterkte van de oogknipreflex wordt via het elektromyogram van de  musculus orbicularis oculi bepaald.
De grootte van reactie op de puls zonder prepuls wordt daarbij vergeleken met de reactie op de puls met prepuls. PPI is dan  de procentuele afname van de amplitudo op de reactie met prepuls ten opzichte van de reactie zonder prepuls.